# アンソニー・ロッシ
アンソニー・タラモ・ロッシ（英語:Anthony Talamo Rossi 1900年9月13日 - 1993年1月24日）は、イタリア系アメリカ人の起業家であり発明家。1947年アメリカ合衆国のフロリダ州ブレイデントンにトロピカーナ・プロダクツ社を設立した。
50名で開始されたフルーツ・インダストリーズ社（Fruit Industries, Inc.）は、2004年時点で従業員数が8,000名以上へと成長し、複数の製品へと生産ラインを拡張しながら世界23か国で販売されたことによって柑橘類のジュース販売における世界有数の企業となっている。また、米国のフルーツ飲料市場でも24%のシェアを持つミニッツメイドを上回る33%のシェアを占め業界首位となっている。チルドジュースでは39%のシェアを持つパイオニアとなり、濃縮還元されていないオレンジジュース部門で70%以上の売り上げを占めている。
ロッシはフロリダ産の柑橘系ジュースを学校給食に採用するプログラムにも取り組んだことでこの分野に於いてもパイオニアであった。その後、宗教指向の実業家として著名になり、毎年シチリア島の巡礼を欠かさず、そこで教会の設立に関しての支援も行っている。米国国内では宣教師であった2番目の妻となるサナ・モリソン・バァロー・ロッシ（Sanna Morrison Barlow Rossi）と1959年12月1日に再婚しており、様々なキリスト教の支援プログラムに資金提供を行うオーロラ財団に対し寄付も行っている。

## 来歴
ロッシは1900年9月13日、シチリア島メッシーナで9人の子供を持つ家庭で生まれる。高校卒業後、アフリカでの映画製作旅行を計画しており、その資金調達のため21歳で僅か30ドルを握りしめナポリからニューヨークへ4人の友人と共に渡米する。滞在中資金稼ぎのため労働に出ているが、そこでアメリカの一攫千金が狙える雰囲気に夢中になったことで映画製作の夢を忘却する。機械工の助手から始まり、数学と機械の専門技術者としての教育を受けているが、最終的にタクシー運転手として働いている。1920年代後半にロングアイランドにあったアメリカ初となるセルフ式の食料品店「オーロラファームズ・マーケット」を購入し、そこで13年間経営を行っている。
1940年代初頭、生まれ故郷シチリアに似た気候を持つ場所に住むことを切望していたロッシは農民としてバージニア州に移り住んだ後、トマト農家になるべくフロリダ州へと転居しており、マナティ郡にある小さな港湾都市ブレイデントンに定住し、50エーカーの借地農場でトマト栽培を開始。同時期にブレイデントンにあるカフェテリアも購入しており、そこで提供された新鮮な食材を使用した料理は人気を博している。1944年にはマイアミビーチにあるレストランを購入し、事業規模を拡大させているが、第二次世界大戦の開戦によりアメリカ国内ではガソリンが配給制となった結果、観光産業が大きく打撃を受けたことでロッシは飲食店業界から撤退した。
撤退した同じ週に新規ベンチャー事業を開始しており、これは、フロリダ産のフルーツギフト（カットフルーツ）をニューヨークにあるメイシーズなど有名百貨店に卸す事業であった。この事業は大きく成功を収めており、この事業で得た資金を元手に1947年、ブレイデントンの隣町であるパルメットに転居し、梱包事業を行っていた企業を購入し「マナティーリバー・パッキング・カンパニー」社を設立。そこで、地元フロリダ州のスーパーを介した購入ではなく、一次生産者から直接果物を買い付け、梱包と輸送を行ったことでコスト削減と鮮度を向上させることに成功している。ロッシのフルーツギフトは人気が高まったことで全米配送へと規模が拡大。この時期にチルドフルーツの瓶詰め事業が開始されており、これは、従来のフルーツギフトでは大きな果物が選定される機会が多く、廃棄される小さな果物の使用法を模索した結果、果汁を搾り、飲料の状態として販売することを考案した。また、冷蔵トラックの開発も行っており、従来の果物ギフトと瓶詰めされた飲料を冷蔵車を用いて同時に出荷することでこの問題を解決している。1949年、工場は再度ブレイデントンに移転しており、ここでフルーツ・インダストリーズ（Fruit Industries, Inc.）へと改称。直ぐにロッシのオレンジジュースは評判となり、商品名として「トロピカーナ」を採用し商標登録を行い、トロピカーナはウォルドルフ＝アストリアなどの高級ホテル向けへの出荷も行われている。

## トロピカーナ設立

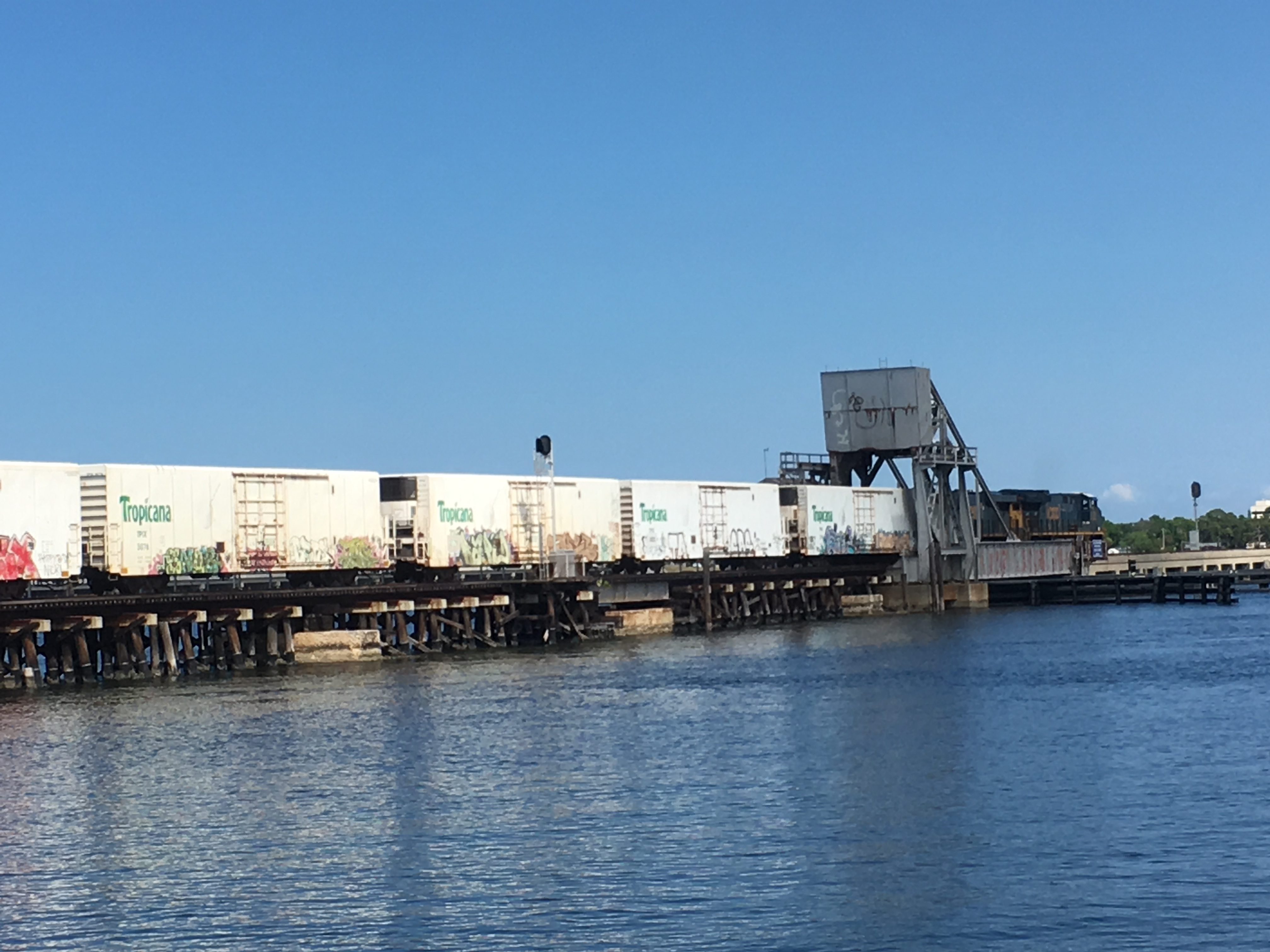
フロリダ州ブレイデントンに掛かるマナティー川橋を渡るジューストレイン

1957年フルーツ・インダストリーズ社は商品名である「トロピカーナ」に社名を変更する。トロピカーナの人気が高まるにつれこの年から数百万ガロンの新鮮なオレンジジュースをニューヨークへ輸送するための船舶を購入し「SSトロピカーナ」と命名を行う。この4年後、フロリダ州の果物農家は深刻な冷害に見舞われたことで生産量が急減し、ロッシは新たな供給先としてメキシコに目を向けるが、検疫によりオレンジを国内に持ち込むことが出来ないことが判明している。そこで、ロッシはメキシコ国内に処理プラントを建設し、米国の法に則った処理を行い出荷することでこれを回避した。
企業は順調に成長し需要が伸びたことで1970年、トロピカーナ・ジューストレインを開発。この貨物列車により毎週100万ガロンのオレンジジュースをフロリダからニュージャージー州への輸送を開始している。
ロッシはトロピカーナ製品が全米で著名になると、学校給食に新鮮なオレンジジュースを提供すべきとの提案を行う。トロピカーナはフレッシュジュースの製造企業として世界60ヵ国以上で愛飲されるグローバル企業となり、ロッシにはフロリダの柑橘類の殿堂（The Florida Citrus Hall of Fame）からフロリダのチルドジュースの父（The Father of Chilled Juice in Florida）の称号を与えられ殿堂入りを果たし、1987年にはフロリダ農業の殿堂入りも果たしている。
1978年8月、会長であったロッシはトロピカーナ社をベアトリス社に対し5億ドルで売却し事業を引退。その後、この売却益を用いて世界各地でキリスト教に関する宣教師村の建設や視覚障害者や受刑者に対する聖書の配布など慈善事業を開始している。
1993年1月24日の日曜日、フロリダ州ブレイデイトンで逝去。享年92歳没。